# دانیل آرئناس
دانیل آرئناس (اسپانیایی: Daniel Arenas‎؛ زادهٔ ۳۰ مارس ۱۹۷۹) یک هنرپیشه، و مدل اهل کلمبیا است. وی از سال ۲۰۰۲ میلادی تاکنون مشغول فعالیت بوده‌است.

## بخشی از فیلمشناسی
- ترسا (۲۰۱۰–۱۱)
- سنگدل (۲۰۱۳)